# Тханчі (упазіла)
Тханчі́ (бенг. থানচি, англ. Thanchi) — одна з 7 упазіл зіли Бандарбан регіону Читтагонг Бангладеш, розташована на південному сході зіли.
Населення — 16 992 особи (2008; 16 104 в 1991).

## Адміністративний поділ
До складу упазіли входять 4 варди:
| Зіла      | Площа, км² | Населення, осіб (2008) |
| --------- | ---------- | ---------------------- |
| Балі-Пара | -          | 4241                   |
| Ремакрі   | -          | 4069                   |
| Тінду     | -          | 3226                   |
| Тханчі    | -          | 5456                   |